# Western Australia Day
Western Australia Day, voorheen bekend als Foundation Day, is een feestdag in West-Australië. De feestdag wordt elk jaar op de eerste maandag van juni gevierd en ontstond als herdenking aan de stichting van de kolonie aan de rivier de Swan in 1829.

## Achtergrond
Op 25 april 1829 ging de HMS Challenger onder bevel van Charles Fremantle bij Garden Island voor anker. Fremantle eiste het westelijke deel van het Australische continent op 2 mei officieel voor het Britse Rijk op. In de nacht van 31 mei op 1 juni arriveerde het koopmansschip Parmelia voor de kust nabij de monding van de rivier de Swan. Het schip had James Stirling (de net benoemde luitenant-gouverneur van West-Australië), enkele andere ambtenaren en verscheidene kolonisten aan boord. Stirling wilde op 1 juni aan land gaan maar voer de Parmelia door zijn ongeduld aan grond. Het schip ging uiteindelijk op 6 juni  in de Cockburn Sound voor anker. Op 8 juni arriveerde het oorlogsschip HMS Sulphur met een garnizoen soldaten aan boord.
Op 11 juni 1829 riep James Stirling de stichting van de Swan River-kolonie officieel uit. Op 12 augustus, de geboortedag van George IV van het Verenigd Koninkrijk, werd de hoofdstad van de kolonie, Perth, gesticht. Helena Dance, de vrouw van de kapitein van de Sulphur,  hakte, ter vervanging van Stirlings echtgenote, bij die gelegenheid een boom om.
In 1832 besliste Stirling een jaarlijkse feestdag in te stellen. Hij deed dit in de hoop de kolonisten en de Aborigines, en de kolonisten onderling, te verenigen. De feestdag zou elk jaar op 1 juni vallen (of de maandag erna wanneer 1 juni op een zondag viel). Het was op deze herdenkingsdag van de grootse Britse marineoverwinning op de Fransen in 1794, 'The Glorious First of June', dat Stirling had gepland om vanop de Parmelia aan land te gaan.

## Geschiedenis
De eerste 'nationale feestdag' van West-Australië vond plaats op 2 juni 1833. Tot 1876 droeg de feestdag de naam 'Foundation of the Colony'. Vanaf 1877 veranderde de naam in 'Foundation Day'. In 2012 werd de naam van de feestdag, naar aanleiding van de wettelijke erkenning van de Aborigines als de oorspronkelijke bewoners en beheerders van West-Australië, weer aangepast. 'Foundation Day' werd 'Western Australia Day'.

## Feestelijkheden
Op 'Western Australia Day' wordt een groot ontbijt, de 'Western Australia Breakfast', georganiseerd, voorgezeten door de gouverneur van West-Australië. Mensen kunnen een plaats aan de ontbijttafel winnen door deel te nemen aan in de aanloop van de feestdag georganiseerde wedstrijden.
De Western Australian of the Year Awards worden tijdens een op de feestdag georganiseerd galadiner uitgereikt.
Op verschillende plaatsen in West-Australië wordt het gratis 'WA Day Festival' georganiseerd.
Verscheidene gemeenschappen vieren ook de oorspronkelijke bewoners van West-Australië, de Aborigines.